# Mineo Yoshikawa
Mineo Yoshikawa (吉川峰夫?, Yoshikawa Mineo; 3 ottobre 1947) è un ex cestista giapponese.

## Carriera
Con il Giappone ha partecipato ai Giochi olimpici di Monaco 1972, segnando 21 punti in 9 partite.